# Bataille de Brest-Litovsk (1939)
Pour les articles homonymes, voir Bataille de Brest.
Seconde Guerre mondiale
Batailles
Campagne de Pologne :
- Ultimatum allemand
- Ordre de bataille
- Opération Himmler
- Plan Pékin
- Plan Worek
- Baie de Dantzig
- Défense de la poste centrale de Dantzig
- Westerplatte
- Grudziądz
- Mokra
- Węgierska Górka
- Krojanty
- Forêt de Tuchola
- Borowa Góra
- Wizna
- La Bzura
- Hel
- Jarosław
- Brest-Litovsk
- Tête de pont roumaine
- Invasion soviétique
- Lwów
- Modlin
- Tomaszów Lubelski
- Grodno
- Krasnobród
- Wilno
- Varsovie
- Szack
- Wytyczno
- Kock

La bataille de Brest-Litovsk (connue aussi sous le nom de siège de Brest ou bataille de Brest) opposa les forces allemandes aux forces polonaises entre le 14 et le 17 septembre 1939, près de la ville, alors polonaise, de Brest (aujourd'hui située en Biélorussie). Après trois jours d'intenses combats pour la forteresse de Brest-Litovsk, les forces polonaises se replient en abandonnant le site aux Allemands.

## Situation
À l'origine, les forces polonaises ne prévoyaient pas de défendre la vieille forteresse de Brest-Litovsk. La ville, située loin derrière les lignes polonaises, le lieu est plus considéré comme un dépôt de ravitaillement et un centre d'organisation que comme un fort de première ligne. Cependant, à la suite des batailles de Mława (en) et Wizna le XIX Panzerkorps du général allemand Heinz Guderian a traversé les lignes polonaises et avance maintenant vers le sud dans le but de flanquer Varsovie par l'est et de couper la Pologne en deux.
Selon le protocole secret du pacte germano-soviétique signé le 23 juillet 1939, la région de Brest se trouve dans la « zone d'influence soviétique ». Cependant, ces derniers n'ayant pas encore lancé leur invasion de la Pologne, si l'avancée allemande rapide s'arrêtait, cela donnerait aux Polonais le temps de se regrouper et de se préparer au combat. Dès le 8 septembre, le ministre des Affaires étrangères allemand Joachim von Ribbentrop, prévenait les Soviétiques que les forces allemandes auraient à pénétrer la « sphère » soviétique.
L'ancienne forteresse de Brest-Litovsk, située à la confluence des rivières Moukhavets et Bug occupe le site d'un château médiéval. Fortifiée et reconstruite à l'époque napoléonienne, puis, de nouveau en 1847 elle est gravement endommagée au cours de la Première Guerre mondiale. La forteresse est par la suite transformée en dépôt de matériel et la partie centrale en prison. Bien que largement obsolète par rapport aux standards contemporains, la fortification occupe une position stratégique dans les lignes polonaises et sa défense permettrait d'éviter que les forces allemandes ne traversent la Polésie en Petite-Pologne et la Galicie plus au sud.
L'objectif du XIX Panzerkorps est de prendre la forteresse afin d'empêcher les éléments isolés du groupe opérationnel indépendant Narew (en) commandé par le général Czesław Młot-Fijałkowski (en) de se replier plus au sud et de rejoindre le reste des forces polonaises.

## Forces en présence
Les forces allemandes sont constituées d'un corps blindé au complet, le XIX Panzerkorps composé de la 3e Panzerdivision et des 2e et 20e divisions d'infanterie.
Du côté polonais, à la fin de l'été, la forteresse abrite le bataillon de marche des 82e et 35e régiments d'infanterie ainsi que des éléments de différentes autres unités. De plus, un grand nombre de nouveaux réservistes mobilisés commence à arriver sur place, dans l'attente d'un déploiement vers leurs unités respectives. Avec ces éléments, le général Konstanty Plisowski met en place une force d'environ trois bataillons d'infanterie, appuyés par un bataillon du génie, plusieurs batteries d'artillerie et deux compagnies de vieux chars FT-17 (la 112e et la 113e) utilisés pour l'entraînement. Deux trains blindés (les numéros 53 et 55 commandés par les capitaines Andrzej Podgórski et Mieczysław Malinowski) viennent aussi grossir les forces polonaises présentes sur Brest.

## La bataille

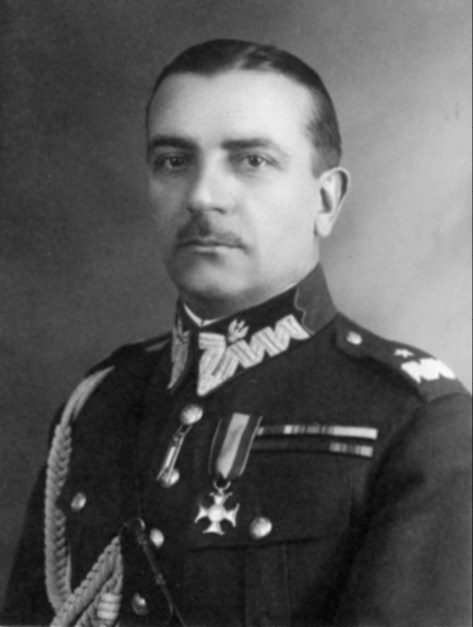
Le général polonais Konstanty Plisowski.

Le 14 septembre, 77 chars allemands du 2e bataillon du 8e Panzerregiment, composante de la 10e Panzerdivision, atteignent la zone de Brest et tentent dans leur élan de capturer la forteresse. L'attaque est cependant repoussée par l'infanterie polonaise et la 113e compagnie de chars légers. Tous les chars polonais sont néanmoins détruits, mais les assaillants sont contraints de se replier jusqu'à leurs positions originelles. Le train blindé numéro 53 (PP53), qui effectue alors une reconnaissance vers Wysokie Litewskie, est attaqué par une patrouille de la 10e Panzerdivision. L'équipage du train ouvre le feu avec son artillerie. Plusieurs autres accrochages ont lieu, mais sans résultat.
Plus tard ce même jour, l'artillerie allemande arrive et commence un pilonnage de la forteresse et de la ville. D'âpres combats de rue s'ensuivent. À l'aube, près de la moitié de la ville est aux mains des Allemands, l'autre moitié étant défendue par l'infanterie polonaise. Le jour suivant, les défenseurs polonais se replient hors de la ville, mais les pertes subies par les deux côtés empêchent les Allemands de poursuivre l'attaque de la forteresse. À la place, un feu continuel de l'artillerie et des bombardements menés par la Luftwaffe mettent à mal la citadelle. L'artillerie antichar et les canons anti-aériens polonais, en nombre insuffisant, ne permettent pas de fournir un soutien à l'infanterie légère, tout en infligeant d'importantes pertes aux Allemands.
Quand le général polonais Plisowski reçoit des rapports sur la présence d'éléments de reconnaissance de la 3e Panzerdivision près de la gare de Żabinka au nord de Kobryń, il envoie sur place le train blindé numéro 55 (PP55) afin d'éviter que la ligne ne soit coupée. Un peloton de 5 chars quitte le train près de Żabinka et attaque les véhicules blindés allemands près d'un pont sur la rivière Moukhavets. Repoussés, trois des chars sont détruits et les deux derniers battent en retraite. Une attaque ultérieure lancée par un peloton d'assaut échoue aussi. Une autre tentative menée conjointement par le peloton d'assaut et l'artillerie du PP55, force les Allemands à abandonner la zone du pont de Moukhavets. Quand ils y reviennent, le PP55 attaque un autre groupe de combat de la 3e Panzerdivision (composé d'éléments de reconnaissance du 5e régiment de chars, appuyé par la 6e batterie du 75e régiment d'artillerie légère). Après la destruction de quelques voitures blindées, le train se replie vers Brest et la gare est abandonnée aux mains des Allemands.

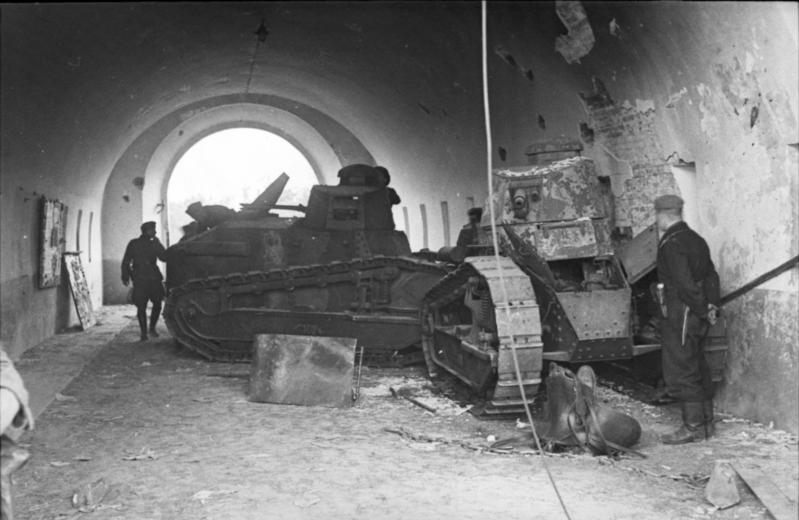
Une porte au nord de la forteresse bloquée par des chars Renault FT

L'assaut principal est finalement lancé au petit matin du 16 septembre. Les défenseurs disposent alors de grandes quantités d'armes légères et de leurs munitions grâce au dépôt à munitions situé dans la forteresse, mais n'ont pratiquement aucune arme antichar et l'artillerie est en nombre insuffisant.
L'infanterie allemande est tout de même repoussée et l'assaut des chars allemands est arrêté par les chars Renault FT polonais qui bloquent la porte nord de la fortification. À la nuit tombée, il est clair que la pression allemande rend la position des défenseurs très inconfortable. Malgré de lourdes pertes, la 20e division motorisée et la 10e division blindée allemandes parviennent à capturer la partie nord de la citadelle. Pendant ce temps, au cours d'une attaque conjointe, les 2e et 3e divisions blindées, comprenant le XXIIe corps blindé, entrent dans la zone. Les Polonais sont incapables de stopper l'avance des assaillants et près de 40 % de leurs forces sont déjà décimées.
À l'aube, le général Plisowski ordonne aux forces polonaises des fortifications orientales de se replier de l'autre côté de la rivière et plus au sud. L'évacuation est terminée dans la matinée du 17 septembre, quand la dernière unité traversant le pont le fait exploser pour bloquer les Allemands. Une heure plus tard, des éléments du 76e régiment d'infanterie allemand entrent dans la forteresse, sans rencontrer d'opposition. La seule unité polonaise encore présente est constituée de rescapés du 82e régiment d'infanterie du capitaine Radziszewski qui a décidé de combattre jusqu'au bout.

## Finalités

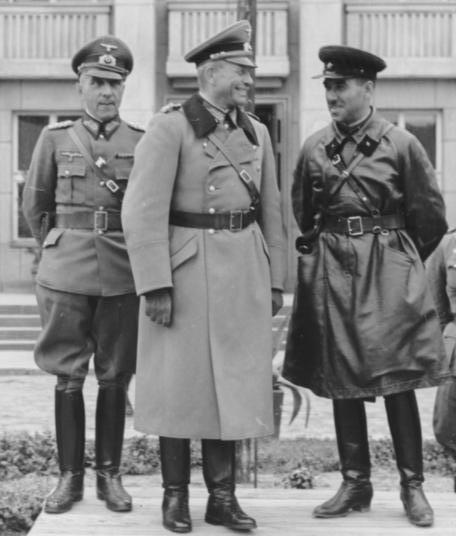
Parade conjointe de la Wehrmacht et de l'Armée rouge à Brest en septembre 1939. Au centre le major-général Heinz Guderian et à droite le brigadier.

Le 17 septembre 1939, l'Armée rouge franchit la frontière polonaise et commence son avance vers l'ouest. La 29e brigade de chars soviétique sous le commandement du brigadier Semion Krivocheïne (en) atteint la zone de Brest dans la journée et reçoit le contrôle de la forteresse des mains de la Wehrmacht. Au cours de cet événement, une parade militaire germano-soviétique est organisée dans la ville, après quoi les forces allemandes quittent la région, traversant le Bug, et entament leur poursuite des forces du général Plisowski.
À quelque 40 km à l'est, la division d'infanterie polonaise improvisée par le colonel Epler (en) reçoit l'ordre de se replier en même temps que Plisowski. Après la bataille de Kobryn la division évite l'encerclement et rejoint les forces du général Plisowski. Ces forces sont bientôt rejointes par la brigade de cavalerie Podlaska et, ensemble, entament leur marche en avant vers Lwów et la « tête de pont roumaine ». Sous le commandement du général Franciszek Kleeberg, elles forment le Groupe opérationnel indépendant de Polésie, dernier rempart des restes de l'armée polonaise, combattant la Wehrmacht et l'Armée rouge jusqu'à la bataille de Kock qui prit fin le 5 octobre 1939.
La forteresse de Brest-Litovsk, aux mains des Soviétiques, est de nouveau assiégée par la Wehrmacht au début de l'opération Barbarossa en juin 1941.

## Sources et bibliographie
- Edmond Gogolewski, Les Polonais et la Pologne dans la tourmente de la Deuxième Guerre mondiale, Presses Universitaires du Septentrion, 1998, 260 p. (ISBN 978-2-859-39505-6)
- Philippe Masson, Histoire de l'armée allemande (1939-1945), Perrin, 1994, 553 p. (ISBN 978-2-262-00844-4)